# Генріх III Бурбон-Конде
Генріх III Бурбон-Конде (29 липня 1643, Париж —1 квітня 1709) — французький принц Конде, військовий діяч, меценат.

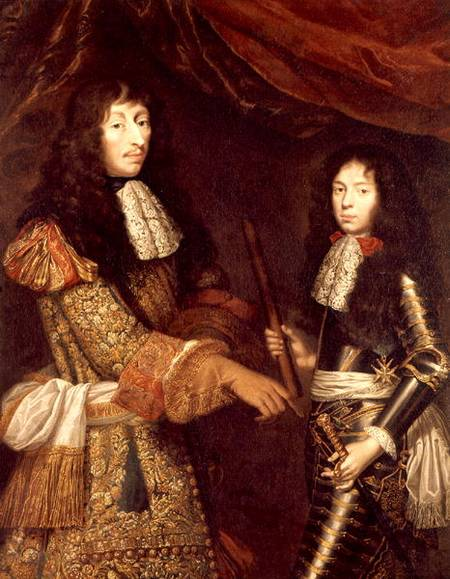
Батько Людовик та син Генріх

Син Людовика ІІ Бурбона, принца Конде. Відрізнявся прекрасною освітою та кепським характером. Припадки, якими він тероризував родину й слуг, наприкінці життя обернулись божевіллям й лікантропією.
1660 року король Речі Посполитої Ян ІІ Казимир Ваза мав намір здійснити вибори vivente rege, та зробити Генріха своїм спадкоємцем. 
У 1663 році, 11 грудня, в Парижі він одружився із Ганною Баварською (1648—1723). Був мало відомим правителем.

## Примітки

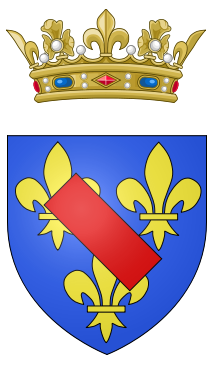
Герб Принца Конде